# إيرل ك. ميلر
إيرل ك. ميلر (بالإنجليزية: Earl K. Miller) هو عالم أعصاب أمريكي، ولد في 30 نوفمبر 1962.